# 천사여 옷을 입어라
"천사여 옷을 입어라"는 1970년 공개된 대한민국의 영화이다.

## 배역
- 김지미
- 하명중
- 윤정희
- 허장강

## 수상
- 제5회 백마상
  - 신인남우상 - 하명중